# Ліна Дженнарі
Ліна Дженнарі  (італ. Lina Gennari; 22 березня 1911, Болонья — 11 жовтня 1997, Рим) — італійська актриса.

## Біографія
Справжнє ім'я — Кароліна. Володіла яскравою зовнішністю, красивим за тембром голосом, прекрасно танцювала. Увійшла в історію Італії як одна з найвідоміших танцівниць і виконавиць музичних номерів 30-х — 40-х років. Виступала в артистичній компанії «Schwarz», де була примадонною оперети. У середині 30-х років — в театральній компанії «Vanni-Romigioli». У 40-ві роки працювала під керівництвом режисера Вірджілліо Ріенто. Дебютувала у фільмі Рафаелло Матараццо «Treno popolare» (1933). Справжній успіх до актриси прийшов після виконання ролі Антонії в драмі Вітторіо Де Сіки «Умберто Д.» (1952). У 1955 році виконала роль синьйори Піни у комедії режисера Діно Різі «Знак Венери» (1955), після цього фільму в кіно не знімалася. Лише в 1973 році Ліна Дженнарі з'явилася в невеликій ролі у фільмі Альберто Латтуада «Це був я».

## Фільмографія
- 1933 : Treno popolare
- 1936 : Napoli verde-blu
- 1937 : Sono stato io!
- 1944 : In cerca di felicità
- 1946 : Євгенія Гранде / Eugenia Grandet
- 1952 : «Умберто Д.» / Umberto D — Антонія, власниця будинку
- 1955 : Il padrone sono me
- 1955 : «Знак Венери» / Il segno di Venere — сеньйора Піна, ворожка